# Amorfofal·lus
L'amorfofal·lus (Amorphophallus titanum), és una planta herbàcia tuberosa del gènere Amorphophallus amb la inflorescència sense branques més gran del món. És una planta endèmica d'Indonèsia, concretament de les illes de Java i Sumatra, únics llocs al món on viu de manera natural.

## Etimologia
El nom Amorphophallus titanum deriva del grec antic (άμορφος - amorphos, sense forma + φαλλός - phallos, penis, i titan, gegant o titànic). En indonesi també és anomenada bunka bangkai, per la seva característica olor de cadàver o carn podrida.

## Distribució
L'Amorphophallus titanum és nativa de l'oest de Sumatra i l'est de Java (Indonèsia), on creix en clarianes de boscos humits, sobretot en turons calcaris; malgrat aquests indrets són els únics on la planta creix de manera natural, també es pot trobar en molts jardins botànics i col·leccions privades d'arreu del món.

## Característiques

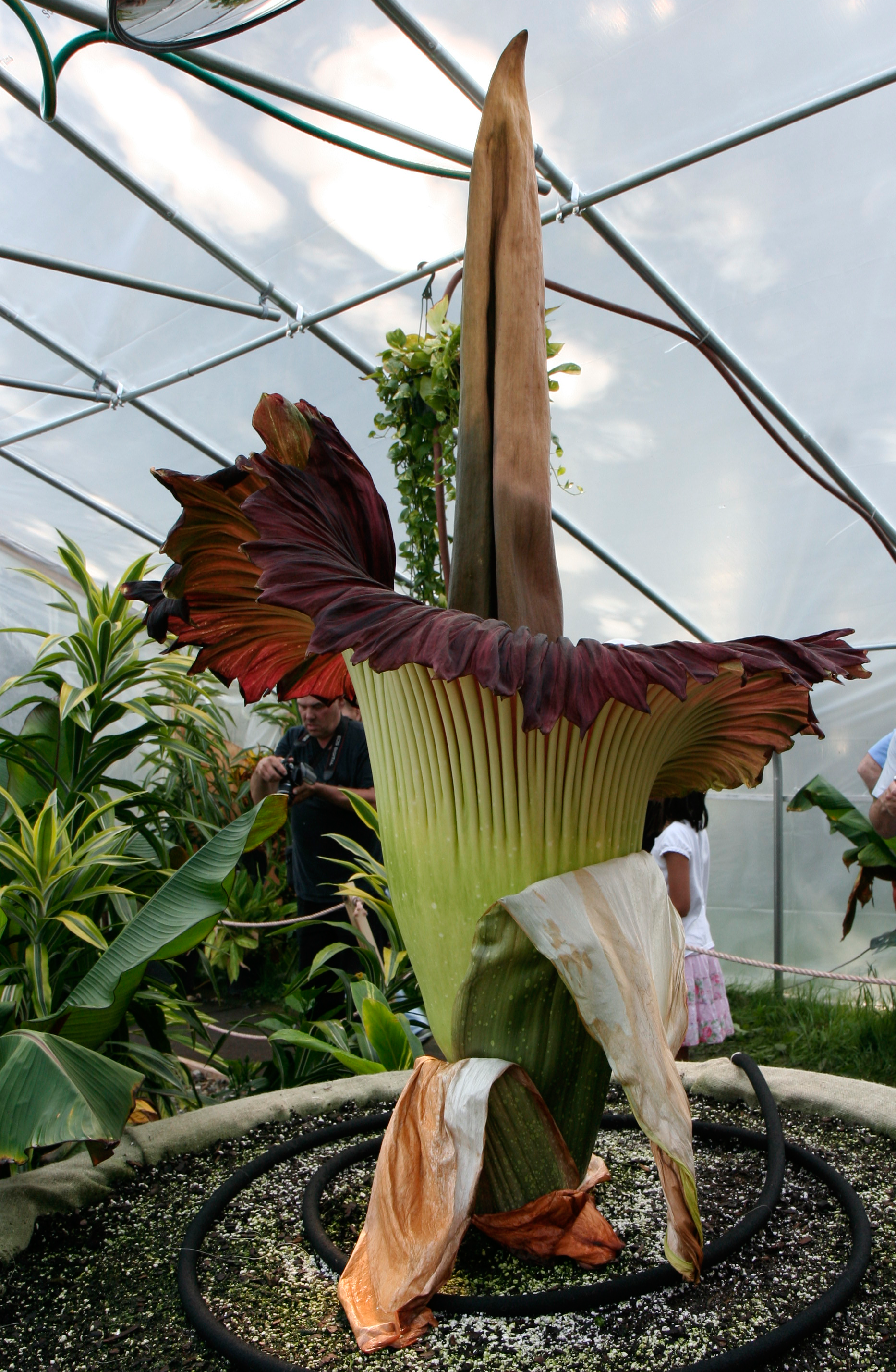
Amorfofal·lus

L'amorfofal·lus és una planta que pot arribar a superar els 3 metres d'alçada. Presenta un tubercle superficial del qual brota una única tija de fins 1 metre de llarg. Aquesta tija presenta una única fulla i un únic peduncle floral. La seva floració sol ser un esdeveniment remarcable en la vida de la planta, ja que només floreix uns tres o quatre cops en els quaranta anys que sol viure. Un cop apareix la inflorescència, aquesta creix a un ritme de 10 centímetres diaris fins a arribar a una mitjana de 2,5 metres d'alçada, aproximadament 1 metre de diàmetre i un pes de 75 kg; un cop assoleix aquestes dimensions, la flor només viu durant 3 dies.
Les flors formen una inflorescència en forma de espàdix, protegida per una espata (una bràctea acanalada, oval o elongada, de grans dimensions), verda per fora i vermell intens per dins, que s'obre en madurar formant una estructura acampanada a la base de la inflorescència. La espàdix és de color groc pàl·lid, amb les flors femenines -reduïdes a un pistil- a la zona inferior i les masculines a la superior; l'àpex de la mateixa està compost per flors estèrils, anomenades estaminoides. Per evitar l'autopol·linització, les flors masculines s'obren un dia més tard que les femenines.
Un cop la flor mor, una sola fulla que pot assolir la mida d'un arbre petit, creix des del corm subterrani. La fulla creix en una tija verdosa que ramifica en tres seccions a la part superior, cadascuna amb moltes fulles petites. L'estructura de la fulla pot arribar als 6 metres d'alçada i els 5 metres d'amplada. Cada any la fulla vella mor i en creix una nova substituint-la.
L'amorfofal·lus presenta el corm més gros que es coneix, amb un pes freqüent de 50 kg i amb rècords de fins a 91 kg (al Princess of Wales Conservatory), 117 (Jardí Botànic de Bonn) i 138 kg (Gliford, Nou Hampshire); el corm més gros mai registrat va descriure's al Jardí Botànic d'Edimburg amb un pes de 153,9 kg.

### Floració

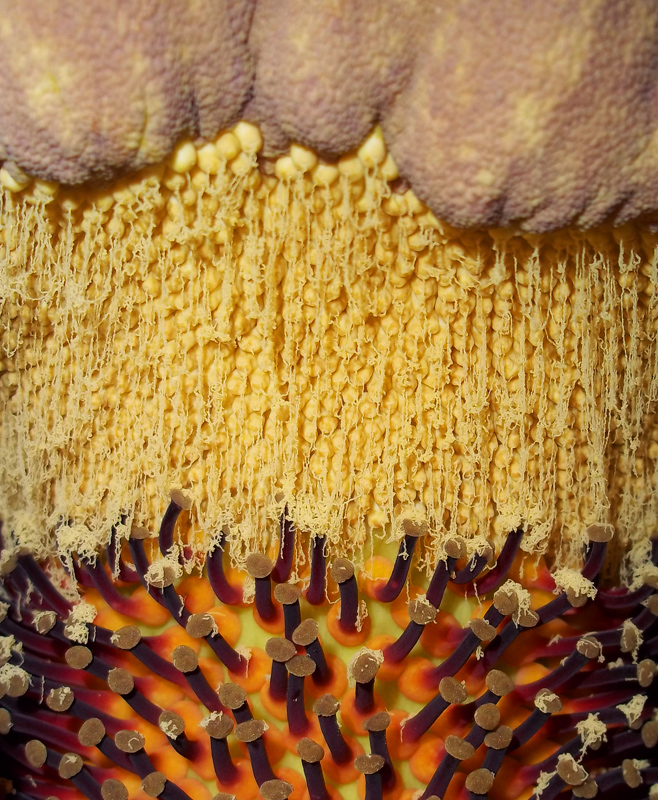
Pol·len vits dins de la flor.

Els amorfofal·lus cultivats, generalment triguen entre 7 i 10 anys abans de florir per primera vegada. Després de la floració inicial pot haver-hi variacions importants en la freqüència de floració. Algunes plantes poden trigar 7 o 10 anys més en florir mentre que d'altres ho faran cada 2 o 3. També s'han documentat alguns casos d'floracions consecutives dins d'un mateix any. També s'ha documentat un únic cas en què un sol corm va produir múltiples floracions simultànies.
L'espata generalment comença a obrir-se entre la mitja tarda i la tarda i s'obre totalment durant la nit. En aquest moment, les flors femenines són receptives a la pol·linització. Tot i que la majoria de les espates comencen a marcir després de dotze hores, però se sap que algunes romanen obertes entre 24 i 48 hores. A mesura que l'espata es marceix, les flors femenines perden la receptivitat a la pol·linització. L'autopol·linització normalment es considera impossible per l'ordre d'obertura de les flors masculines i femenines, però el 1999, botànics del Jardí Botànic de Huntington van pol·linitzar a mà una planta amb el seu propi pol·len obtingut de flors masculines triturades. El procediment va ser reeixit, el que va donar com a resultat diversos fruits i deu llavors fèrtils a partir de les quals es van produir diverses plàntules. A més, un amorfofal·lus del Gustavus Adolphus College va produir inesperadament llavors viables a través de la autopol·linització l'any 2011.
La inflorescència de l'amorfofal·lus no és tant grossa com la de la Corypha umbraculifera, però es considera que la d'aquesta última es troba subjectada per branques.

### Olor
A mesura que l'espata s'obre gradualment, l'espàdix allibera fortes olors per atraure pol·linitzadors, generalment insectes necròfags o ponen ous en carn podrida. La potència de l'olor augmenta gradualment des de la tarda fins a la meitat de la nit, quan els escarabats carronyers i les mosques de la carn s'activen com a pol·linitzadors i després disminueix gradualment cap al matí. Les anàlisis dels productes químics alliberats per l'espàdix mostren que la pudor inclou trisulfur de dimetil (com el formatge Limburger), disulfur de dimetil, trimetilamina (peix podrit), àcid isovalèric (mitjons suats), alcohol benzílic (aroma floral dolça), fenol (com el cloroacètic) i indol (com la femta).